# 33-я лыжная бригада
33-я отдельная лыжная бригада — лыжное формирование (соединение, бригада) стрелковых войск РККА, ВС СССР, в Великой Отечественной войне.
Сокращённое наименование — 33 олбр.

## История
Бригада сформирована в составе 32-й армии на основании приказа от 9 сентября 1942 года № 00100 с 14 по 25 сентября 1942 года на базе 1-й стрелковой бригады и 2-й стрелковой бригады 32-й армии
Держала оборону до марта 1944 года на северо-восточной окраине Сегозера,  прикрывая фланг 32-й армии. В течение всего времени ведёт разведывательные и диверсионные операции в районах Сегозера, Ондозера, ведёт бои с имеющимися гарнизонами противника, прикрывает Кировскую железную дорогу. 1-3 марта 1944 года со станций Сегежа и Уросозеро железной дорогой передислоцирована в Нямозеро, откуда по шоссе Кандалакша — Алакуртти совершила пеший марш и до 15 марта 1944 года дислоцируется в районе 46-го километра дороги. Там бригада вошла в состав 127-го лёгкого горнострелкового корпуса. С 15 марта вновь совершает марш параллельно дороге и с 22 марта 1944 года заняла позиции в районе горы Воянвара. С 5 по 8 июня 1944 года пешим маршем бригада была переброшена в район 7 километров западнее Кандалакши, откуда железной дорогой с 21 по 26 июня 1944 года переправлена на станцию Оять. С 30 июня 1944 года совершает марш по маршруту Лодейное Поле - Олонец - Видлица и к 6 июля 1944 года сосредоточилась в 2 километрах от посёлка Пилоярви. В ходе Свирско-Петрозаводской операции  7 июля 1944 года наступает на деревню Кясняселька (ныне на шоссе Сортавала), 8-9 июля 1944 года преследует противника в направлении деревни Ловоярви при поддержке 514-го артиллерийского полка. В ходе преследования бригада втянулась в «мешок», была расчленена, штаб бригады был окружён. В бою погибли командир бригады полковник Макаров М.А., начальник инженерной службы и несколько других штабных офицеров, всего бригада за два дня потеряла 162 человека убитыми и 324 ранеными. По некоторым сведениям известно, что бригадой в этих боях было утрачено Боевое Знамя бригады. С 12 по 17 июля 1944 года бригада совершает пеший марш в тыл через Колатсельгу по нынешнему шоссе Сортавала. С 21 июля 1944 года ведёт бои вместе с 32-й лыжной бригадой в районе восточнее Лоймолы, бои носили встречный характер, один из батальонов в течение недели вёл бои отрезанным от основных сил. 
1 августа 1944 года бригада была выведена из состава корпуса, и после марша, со 2 по 5 августа 1944 года, находилась в резерве фронта на станции Суоярви. 5-6 августа 1944 года бригада совершила марш и сосредоточилась в Салмиярви. 8 августа 1944 года бригада была передана в оперативное подчинение 32-й армии и маршем переброшена в район Куолисма. С 15 августа 1944 года продвигается в направлении Кудама-губа совместно с приданным 31-м батальоном морской пехоты. 4-6 сентября 1944 года переброшена в Медвежьегорск автомашинами, оттуда на станцию Кола железной дорогой.      
12 сентября 1944 года бригада была расформирована. Личный состав направлен в основном на доукомплектование 65-й стрелковой дивизии

## Состав
- управление (штаб), полевая почта № 38630[1];
- разведывательная рота;[2]
- пулемётная рота;[2]
- миномётная рота;[2]
- санитарная рота;[2]
- рота снабжения;[2]
- взвод зенитных пулемётов;[2]
- 1-й отдельный лыжный батальон;[2]
- 2-й отдельный лыжный батальон[2] (командир, майор Мамаев, на 8 августа 1944 года (источник: Подвиг Народа), полевая почта № 38630-И[1];
- 3-й отдельный лыжный батальон[2] (командир, майор Обушной, на 9 июля 1944 года);

Средняя численность личного состава отдельной лыжной бригады составляла около 3 800 человек, основное вооружение — шесть 82-мм и девять 50-мм миномётов, двенадцать 45-мм противотанковых пушек, 45 противотанковых ружей, 18 ручных и три станковых пулемёта (ДШК);

## В составе
| Дата             | Фронт (округ)    | Армия      | Корпус                              | Примечания |
| ---------------- | ---------------- | ---------- | ----------------------------------- | ---------- |
| 01.10.1942 года  | Карельский фронт | 32-я армия | —                                   | —          |
| Карельский фронт | 32-я армия       | —          | —                                   |            |
| 01.12.1942 года  | Карельский фронт | 32-я армия | —                                   | —          |
| 01.01.1943 года  | Карельский фронт | 32-я армия | —                                   | —          |
| 01.02.1943 года  | Карельский фронт | 32-я армия | —                                   | —          |
| 01.03.1943 года  | Карельский фронт | 32-я армия | —                                   | —          |
| 01.04.1943 года  | Карельский фронт | 32-я армия | —                                   | —          |
| 01.05.1943 года  | Карельский фронт | 32-я армия | —                                   | —          |
| 01.06.1943 года  | Карельский фронт | 32-я армия | —                                   | —          |
| 01.07.1943 года  | Карельский фронт | 32-я армия | —                                   | —          |
| 01.08.1943 года  | Карельский фронт | 32-я армия | —                                   | —          |
| 01.09.1943 года  | Карельский фронт | 32-я армия | —                                   | —          |
| 01.10.1943 года  | Карельский фронт | 32-я армия | —                                   | —          |
| 01.11.1943 года  | Карельский фронт | 32-я армия | —                                   | —          |
| 01.12.1943 года  | Карельский фронт | 32-я армия | —                                   | —          |
| 01.01.1944 года  | Карельский фронт | 32-я армия | —                                   | —          |
| 01.02.1944 года  | Карельский фронт | 32-я армия | —                                   | —          |
| 01.03.1944 года  | Карельский фронт | 32-я армия | —                                   | —          |
| 01.04.1944 года  | Карельский фронт | 19-я армия | 127-й лёгкий горнострелковый корпус | —          |
| 01.05.1944 года  | Карельский фронт | 19-я армия | 127-й лёгкий горнострелковый корпус | —          |
| 01.06.1944 года  | Карельский фронт | 19-я армия | 127-й лёгкий горнострелковый корпус | —          |
| 01.07.1944 года  | Карельский фронт | 7-я армия  | 127-й лёгкий горнострелковый корпус | —          |
| 01.08.1944 года  | Карельский фронт | 7-я армия  | 127-й лёгкий горнострелковый корпус | —          |
| 01.09.1944 года  | Карельский фронт | 32-я армия | —                                   | —          |

## Командир (период)
- М. С. Макаров, (с января 1943 по июль 1944) (погиб 08.07.1944, под Ловоярви). Похоронен в Петрозаводске, у комплекса «Вечный Огонь».[3]

## Отличившиеся воины бригады
- А. А. Заев, полный кавалер Ордена Славы, воевал в составе 33 олбр, старшим сержантом, старшиной роты 3 олб;